# 指甲花醌
指甲花醌，是一种存在于千屈菜科植物散沫花（指甲花）（Lawsonia inermis L.）的叶，凤仙花科植物凤仙（Impatiens balsamina L.）的地上部分中的醌类物质。黄色棱柱结晶，溶于冰醋酸。为色素，可染指甲或头发。有抗真菌和止血作用。也用作防晒剂。可由1,2-萘醌-4-磺酸铵与硫在甲醇中反应，得甲氧基萘醌，再加入氢氧化钠水解而得。